# SAGEM myE77
SAGEM myE77 – telefon komórkowy marki SAGEM.

## Dane techniczne

### Bateria
- Typ: Li-Ion
- Pojemność: 920 mAh
- Maksymalny czas czuwania: 450 h
- Maksymalny czas rozmów: 7 h

### Dodatki
- Bluetooth
- GPRS Class 10
- IrDA
- Java 2.0
- MP3
- Obsługa USB
- SyncML
- Transmisja danych i faksów
- WAP 2.0
- polifonia, mp3, aac, aac+
- Aparat cyfrowy 1.3 Mpx, zoom cyfrowy 8x
- wiadomości: SMS/EMS/MMS/Video MMS
- Inne: Alarm, budzik z funkcją "drzemka", data, kalendarz, kalkulator, organizer, przypomnienie, słownik T9, stoper, zegarek, dyktafon, alarm wibracyjny, gry Java, przelicznik walut PLN/EUR i EUR/PLN